# Elachista argentella
Elachista argentella là một loài bướm đêm thuộc họ Elachistidae. Nó được tìm thấy ở châu Âu.
Sải cánh dài 11–12 mm. The moth gặp ở tháng 5 đến tháng 7 tùy theo địa điểm.
Ấu trùng ăn nhiều loại cỏ.

## Hình ảnh

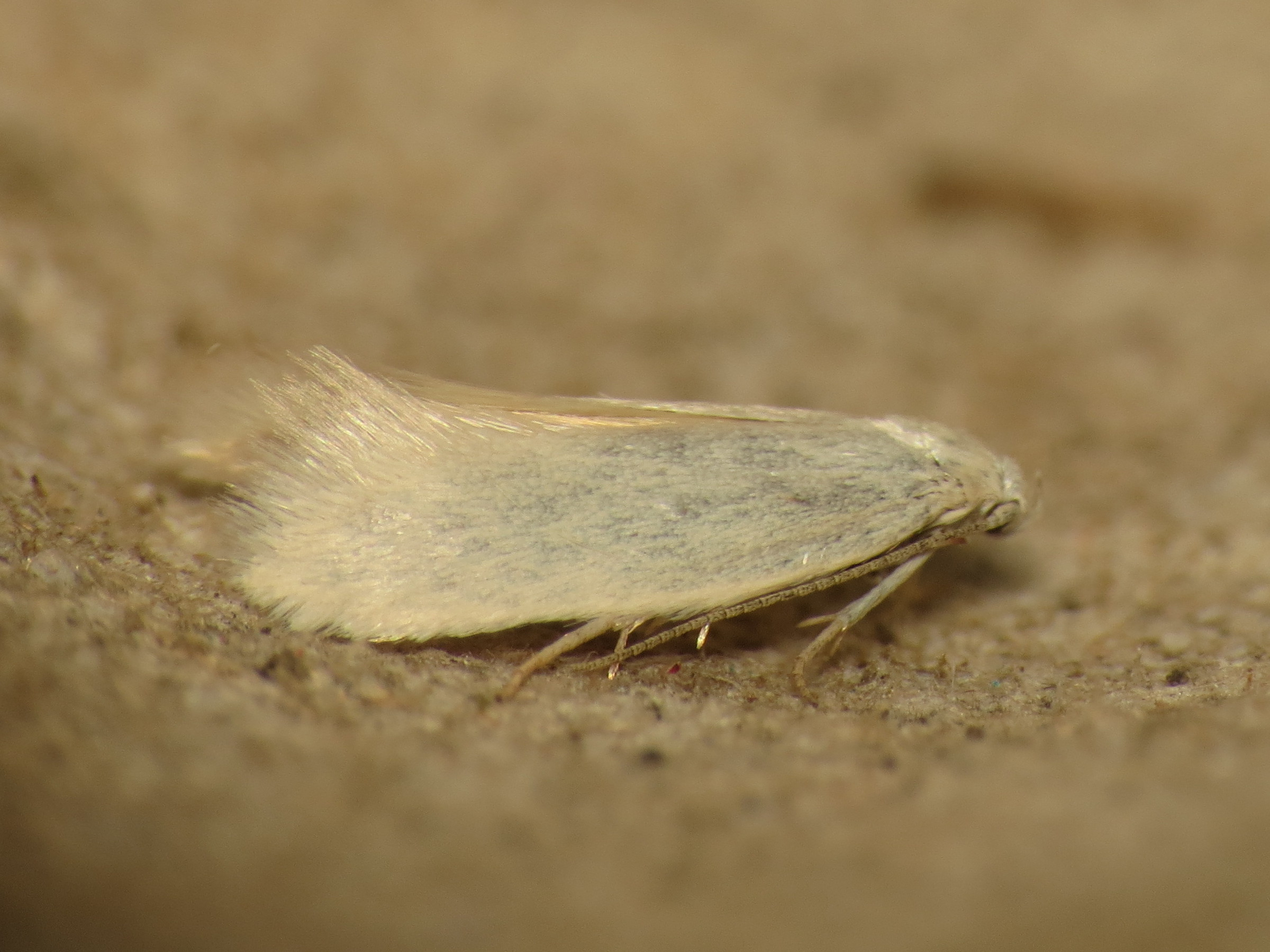
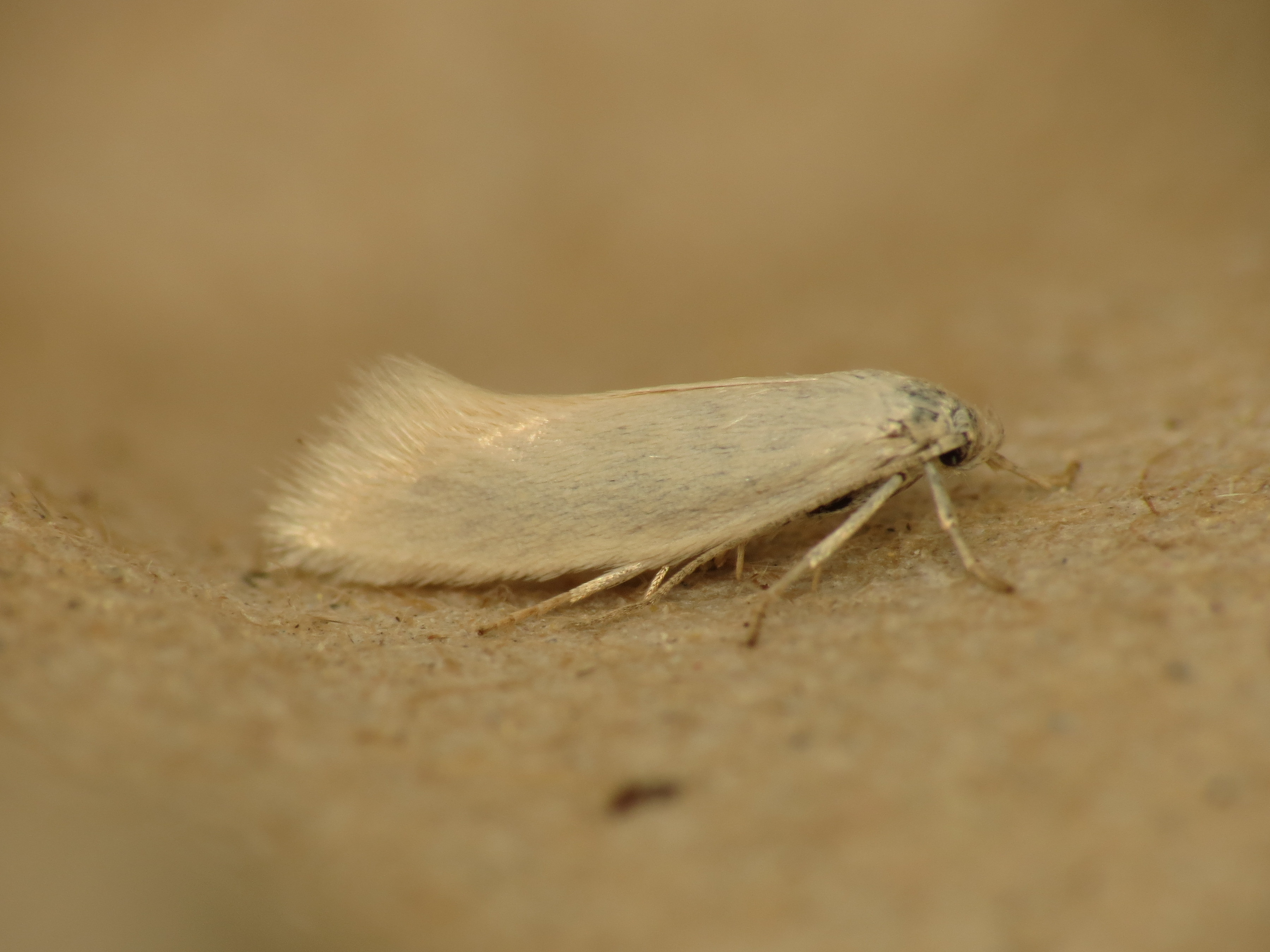
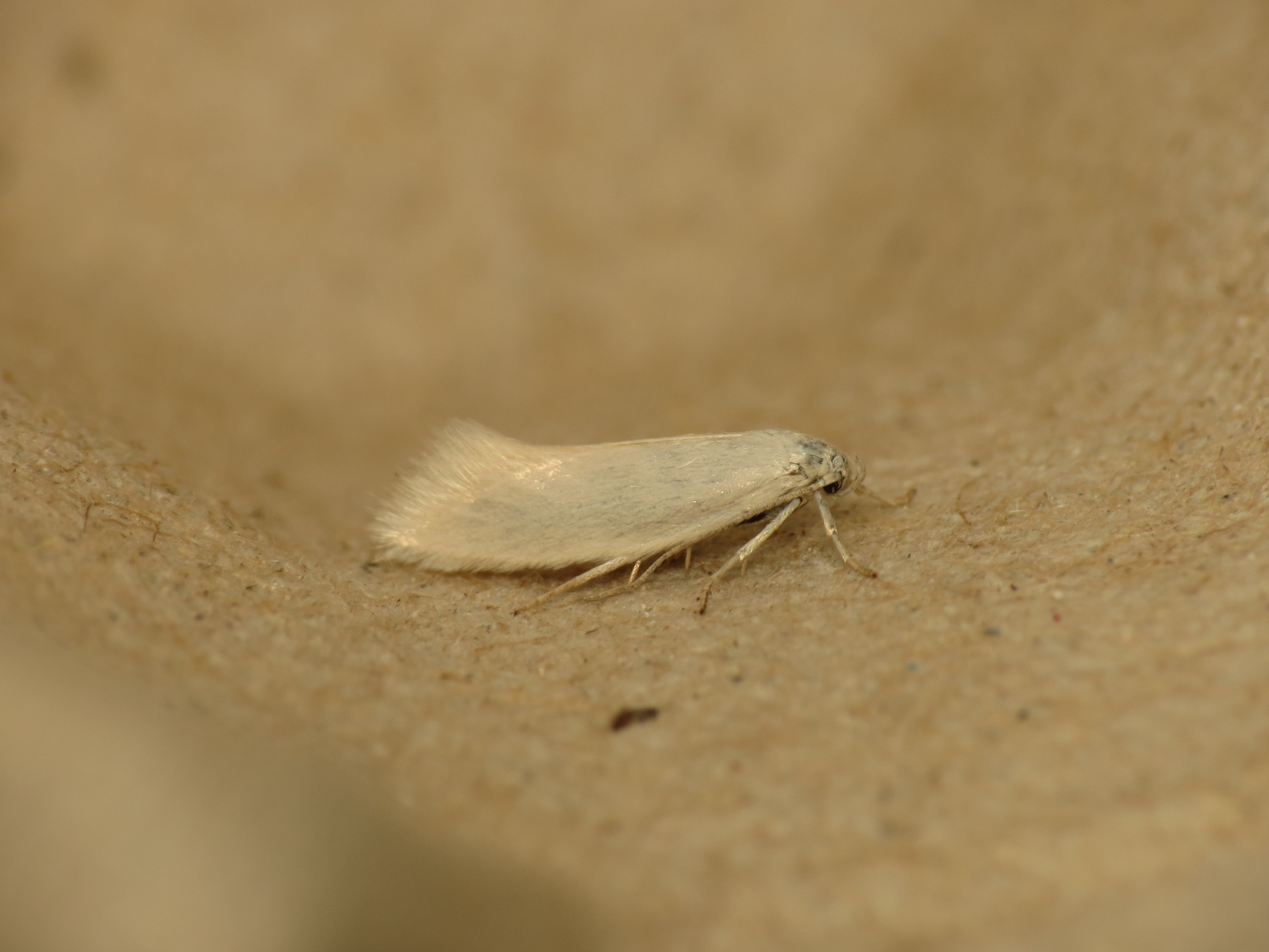